# Manfred Freyberger
Manfred Freyberger (* 27. März 1930 in Brixen; † 29. Oktober 1980 in Rom) war ein österreichischer Filmschauspieler.

## Leben
Freyberger ist in Südtirol geboren, wuchs jedoch im Herkunftsort seiner Eltern Innsbruck auf. Als Schauspieler arbeitete er in Italien ab Mitte der 1950er Jahre. Zahlreich sind seine Verkörperungen deutscher Soldaten. Aus dem Rollenklischee ausbrechen konnte er in seiner letzten Rolle vor seinem frühen Krebstod als Papst Johannes Paul II. in einer bitteren Satire von Renzo Arbore.

## Filmografie (Auswahl)
- 1954: Opinione pubblica
- 1955: Die Verirrten (Gli sbandati)
- 1956: Die Frau des Tages (La donna del giorno)
- 1962: Achilles (L’ira di Achille)
- 1962: Die graue Galeere (Odio mortale)
- 1971: Drei Frauen: Begegnung und Wende (Tre donne: 1943 – un'incontro) (Fernsehfilm)
- 1971: Django – Der Tag der Abrechnung (Quel maledetto giorno della resa dei conti)
- 1974: Der Mann ohne Gedächtnis (L'uomo senza memoria)
- 1974: Brot und Schokolade (Pane e cioccolata)
- 1974: Mussolini – Die letzten Tage (Mussolini ultimo atto)
- 1974: Der Nachtportier (Il portiere di notte)
- 1975: Wolfsblut greift ein (Zanna Bianca alla riscossa)
- 1976: Agnes geht in den Tod (L'Agnese va a morire)
- 1976: Giacomino – Odyssee eines Kindes (La linea del fiume)
- 1976: Safari Express
- 1976: Die Tatarenwüste (Il deserto dei Tartari)
- 1977: Highway Racer (Poliziott sprint)
- 1978: Battle of the Stars (Battaglie negli spazi stellari)
- 1978: Die große Offensive (Il grande attacco)
- 1978: Ein Haufen verwegener Hunde (Quel maledetto treno blindato)
- 1980: Tele Vaticano – Das Auge des Papstes (Il pap'occhio)